# إيتشي كيو هاتشي يون
1Q84 (تقرأ باللغة اليابانية «إيتشي كيو هاتشي يون») هي رواية من أعمال هاروكي موراكامي نشر جزئيها الأول والثاني للمرة الأولى في عام 2009 ونشر الجزء الثالث في عام 2010. حققت الرواية أعلى مبيعات للكتب في  اليابان في عام 2009. صدرت الترجمة الإنجليزية في اواخر 2011.

## معنى العنوان
1Q84 هي تلاعب لفظي للعام 1984 الذي تجري فيه احداث الرواية حيث أن حرف "Q"، في الأبجدية الإنجليزية، يقرأ «كيو»، التي لها نفس لفظ الرقم "9" باللغة اليابانية. بينما هو اختصار لـسؤال "Question" بالإنجليزية.اطلقت هذا الاسم بطلة الرواية إشارة إلى العالم الغريب والغامض الذي تعيش فيه. والعنوان فيه إشارة إلى رواية جورج أورويل «1984» أيضاً.

## ملخص القصة
تدور احداث القصة في العام 1984 في ثلاثة أجزاء، الجزء الأول يجري بين أبريل ويونيو، الجزء الثاني بين يوليو وسبتمبر، والجزء الثالث بين أكتوبر وديسمبر.
سرد الرواية يجري في قصتين على لسان بطلا القصة اَومامِه وتنغو حيث يتبادلا الأدوار في كل فصل ليروي كل منهما الوقائع من منظوره الشخصي، لاحقا في الجزء الثالث ينضم أوشيكاوا إلى السرد ليروي الاحداث من منظوره في فصول خاصه.
تبدأ الرواية عندما تتبع اَومامِه نصيحة سائق التاكسي الذي يقللها، للهروب من ازمة السير على الطريق السريع، فتستعمل مخرج الطوارئ حتى لا تتأخر عن موعد هام (يكون في الواقع عملية اغتيال أخرى...). منذ ذلك اليوم تبدأ اَومامِه بملاحظة اشياء غريبه لم تلحظها من قبل، كما أنها تسمع لأول مره عن حادثة اشتباك مسلح بين مجموعه متطرفه والشرطة اليابانية قبل ثلاث سنوات، مع ان الحادثة تصدرت عناوين الصحف وقتها وكل شخص تقريبا [الا هي] يعرف عنها، لتقرر انها فجأه أصبحت تعيش في عالم آخر [العالم الموازي] الذي تطلق عليه لاحقا 1Q84 : العالم الذي يحمل تساؤلاً [شكاً].
في مسار آخر للرواية، نتعرف على تنغو، الذي يطلب منه صديقه ومعلمه كوماتسو ان يعيد كتابة رواية خياليه كتبت بأسلوب سيء جدا، لكنها في الوقت ذاته تبدو واعده، وقد انبهر الاثنان من حبكتها، حتى تشارك في مسابقه ادبيه (لم يكن يشكا في فوز الرواية إذا ما كتبت بأسلوب جيد). بعدما قابل تنغو مؤلفة الرواية فوكا-إري، وهي طالبه في المرحلة الثانوية، واخبرها بما ينوي فعله لم تمانع فقام بكتابة الرواية بأسلوب جديد لتفوز بالمسابقة وتتصدر مبيعات الكتب.

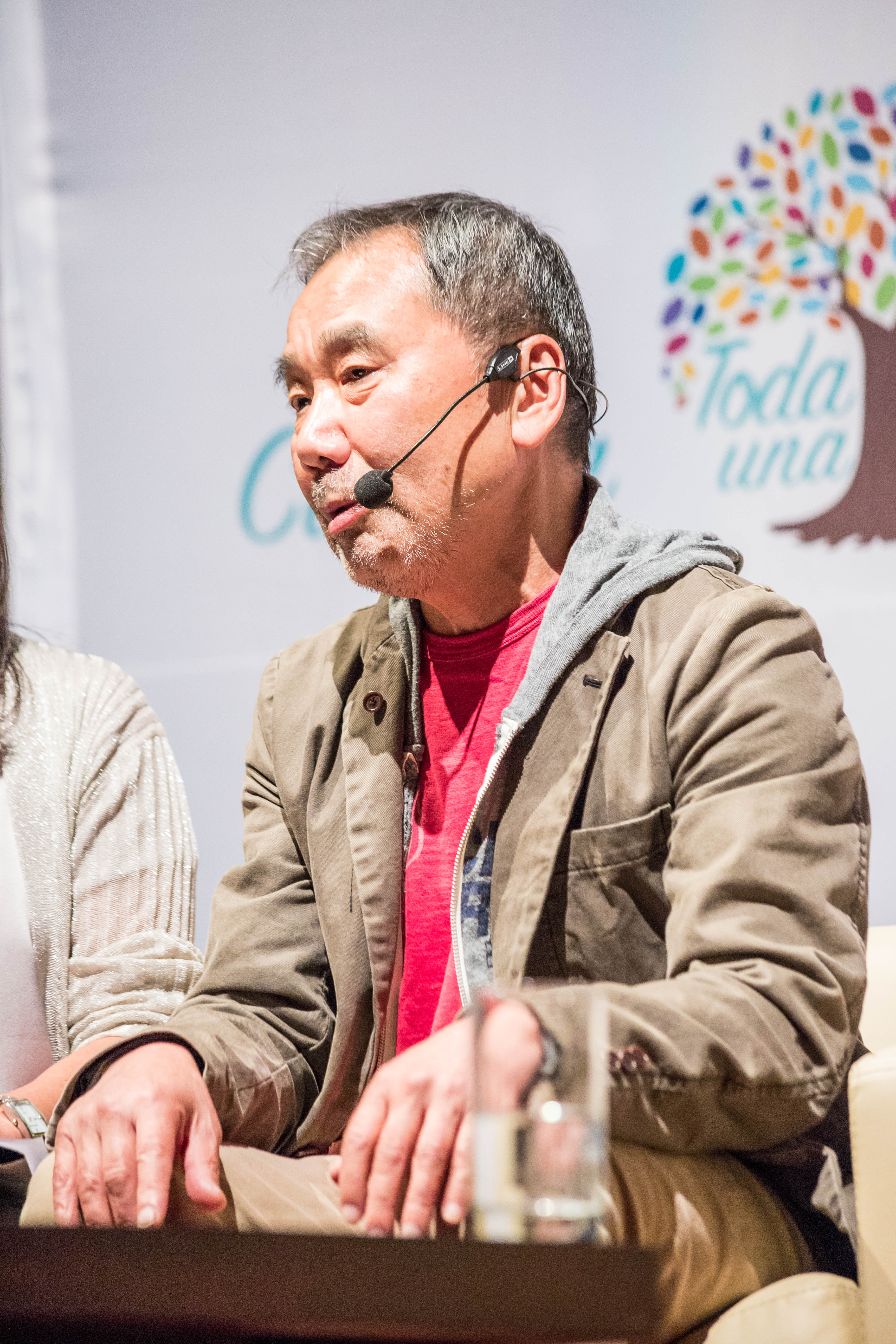
صورة شخصية للكاتب هاروكي موراكامي

سرعان ما يكتشف تنغو أن فوكا-إري –التي تعاني من مرض عسر القراءة- لم تكتب الرواية بل املتها على صديقتها التي قامت بكتابتها، وهنا يزداد شكه بأن الرواية (الخياليه) هي في الواقع وصف لاحداث عاشتها فوكا-إري في طفولتها.
بعدما يقابل تنغو البروفيسور إيبيسونو (ولي أمر فوكا-إري) يعرف انها ابنة صديق البروفيسور «توماتسو فوكودا» مؤسس مجتمع زراعي تعاوني يدعى ساكي جاكِه، تحول لاحقا بشكل غامض إلى ديانة رسميه، وانقطعت صلة فوكودا مع البروفيسور من وقتها، في يوم من الايام بعد فترة وجيزه من تأسيس ساكي جاكِه، وجد البروفيسور فوكا-إري (و كان عمرها عشر سنوات) على عتبة منزله وهي مصابه بصدمه عصبيه افقدتها القدرة على الكلام مؤقتا. بينما تعيش فوكا-إري مع البروفيسور وابنته أزامي، تطلب من أزامي ان تكتب قصه تمليها عليها عن حياة طفله في مجتمع زراعي تعاوني ومقابلتها مجموعه من الأقزام تطلق عليهم «الناس الصغار».
يبدأ عالم اَومامِه وتنغو المتوازي بالتقارب عندما تتعرف اَومامِه على تسوباسا، طفله في العاشرة من عمرها، هربت من ساكي جاكِه بعدما تعرضت لتحرش وحشي من قبل زعيم الجماعة، الذي يصبح – بطللب من الارملة الغنية- هدف أومامه التالي. وهي مهمه شبه مستيحله فلا يعرف شكل الزعيم هذا أو كيفية الوصول إليه، عدا عن كون ساكي جاكِه جماعه منغلقه جدا يستحيل اختراقها.

## الشخصيات الرئيسية
اَومامِه (青豆): واحدة من الشخصيات الثلاث في القصة التي تروي الاحداث من منظورها، في الثلاثين من العمر وتعمل رسمياً كمدربة رياضية موهوبة، لكنها أيضاً تعمل لصالح منظمة سرية كقاتلة مأجورة محترفة، كطفلة، عاشت اومامِه حياة صعبة في ظل عائلة دينية متزمتة من «جماعة الشهود» وكانت ملزمة بتوزيع المنشورات التي تبشر بمجيء الملكوت.
تِنغو كاوانا (天吾): الشخص الثاني الذي تروى الاحداث من منظوره، في بداية الثلاثين من العمر، كاتب لم ينشر أي رواية، يعمل مُدرِّسًا للرياضيات في مدرسة تأهيلية، توفيت والدته عندما كان رضيعاً، وعاش تنغو مع والده الذي كان يعمل محصلاً لأشتراكات شبكة «أن أتش كي» اليابانية. تِنغو يتسم بكونه شخصية هادئة غير مغامرة.
يوشيكاوا (牛河): هو الشخص الثالث الذي تروى الاحداث من منظوره، شخص بشع جداً يعمل لصالح ساكي جاكِه في مراقبة تنغو ولاحقا اَومامِه. لا يمل من التحقيق وتتبع هدفه، لا ينتمي رسمياً إلى منظمة ساكي جاكِه.
كوماتسو (小松): محرر في دار نشر وصديق تنغو، يبلغ من العمر 45 عاماً، شخصية مغامرة ومتفائلة، يرى ان «كل شيء لديه وجهان، وجه جيد ووجه ليس بسيء»، مشهور في الوسط الادبي. لا يعرف الكثير عن حياته الخاصة.
فوكا-إري (ふかえり): فتاة جميلة في السابعة عشر من عمرها، ذات شخصية غامضة، قليلة الكلام ولها طريقة غريبة في التحدث، لديها نظرة لا مبالية للحياة وهي تعاني من الديسليكسيا. عاشت طفوله سوداء في ظل جماعه دينية (ساكي جاكِه) هربت منها عندما كانت في العاشرة من العمر.اسمها الحقيقي هو إريكو فوكادا.
فوكادا (深田): يشار إليه بـ الزعيم.في بداية الخمسينات من العمر، كان ينتمي إلى الفكر اليساري، ويؤمن بشدة في افكار ماوتسي تونغ الثورية، اسس عندما كان طالباً في الجامعة جماعة الحرس الأحمر ودخل في مواجهة مع الجامعة ادت إلى فصله وكل اتباعه، ليلتحق بعدها بمجتمع زراعي يعيش على المبادئ الشيوعية، عندما لم تعجبه الحياة هناك انفصل مع اتباعه واسس مجتمعه الخاص ساكي جاكِه. بالرغم أنه عرف عن فوكادا مقته الشديد للاديان، إلا أنه في تطور غامض حول ساكي جاكِه إلى ديانة رسمية مسجلة لدى السلطات اليابانية.
الأرملة الغنية: أرملة في السبعينيات إسمها شيزو اوجاتا تدير ملجأً للنساء اللواتي تعرضن للاضطهاد، التقت باومامِه في النادي الرياضي واستطاعت اقناعها بالعمل لديها لاغتيال الأشخاص الذين يضطهدون النساء. أقدمت ابنتها على الانتحار بسبب المعاملة الوحشية من زوجها. ترى الأرملة انها تحقق نوعاً من العدالة الالهية –مع انها لا تؤمن بمعتقد معين- حيث تعمل على «إرسال الأشخاص إلى العالم الآخر» (أي قتلهم) بواسطة اَومامِه.
البروفيسور إيبيسونو: الوصي على فوكا-إري، كان سابقاً يعمل مع والدها في الأكاديمية فبل أن يؤسس السيد فوكادا ساكي جاكه.

## نقد الرواية
مراجعات الرواية كانت ايجابيه في معظمها، وصفتها الجارديان بانها «حدث عالمي بحد ذاتها». صحيفة ذا جابان تايمز اعتبرت انه من الممكن ان تكون قرائتها ضروريه لاي شخص يريد أن يفهم الثقافة اليابانية. كما اعتبرت اعظم أعمال موراكامي.

## وصلات خارجية
- الموقع الرسمي (باليابانية)
- إيتشي كيو هاتشي يون على موقع الموسوعة البريطانية (الإنجليزية)